# Lamb's House
Lamb's House est un bâtiment historique classé A situé à Leith, un quartier portuaire au nord d'Édimbourg, en Écosse. Il servait à la fois de lieu de résidence et d'entrepôt. La maison actuelle est un exemple d'architecture du début du XVIIe siècle typique des villes portuaires autour de la mer du Nord.

## Histoire
Le site appartenait à l'origine au marchand et armateur d'Édimbourg, Andrew Lamb. La famille Lamb aurait reçu Marie Stuart, reine d'Écosse, à proximité à son retour de France en 1561. Un document contemporain affirme que la jeune reine « resta dans la maison d'Andro Lamb pendant l'espace d'une heure » tandis que des messages étaient envoyés à Édimbourg informant les nobles de son retour. En janvier 1581, l'armateur était propriétaire du Mary Grace, qui naviguait vers les Flandres avec Montbirneau, un serviteur d'Esmé Stuart. En novembre 1583, ses passagers étaient une ambassade en France dirigée par Lord Seton avec son fils Alexander Seton et l'architecte William Schaw.

## Usage actuel
Lamb's House était une propriété du National Trust for Scotland, utilisée comme centre pour les personnes âgées jusqu'à ce qu'elle soit vendue à l'architecte de conservation Nicholas Groves-Raines et Kristin Hannesdottir en 2010. La maison a été restaurée avec soin pour devenir une habitation sur quatre étages, avec des bureaux commerciaux dans une extension de style traditionnel à l'ouest et un pavillon néo-géorgien dans le jardin, qui sert de location de vacances. Le bâtiment abrite également le consulat d'Islande à Édimbourg, avec Kristin Hannesdottir comme consul honoraire.